# Quilombo

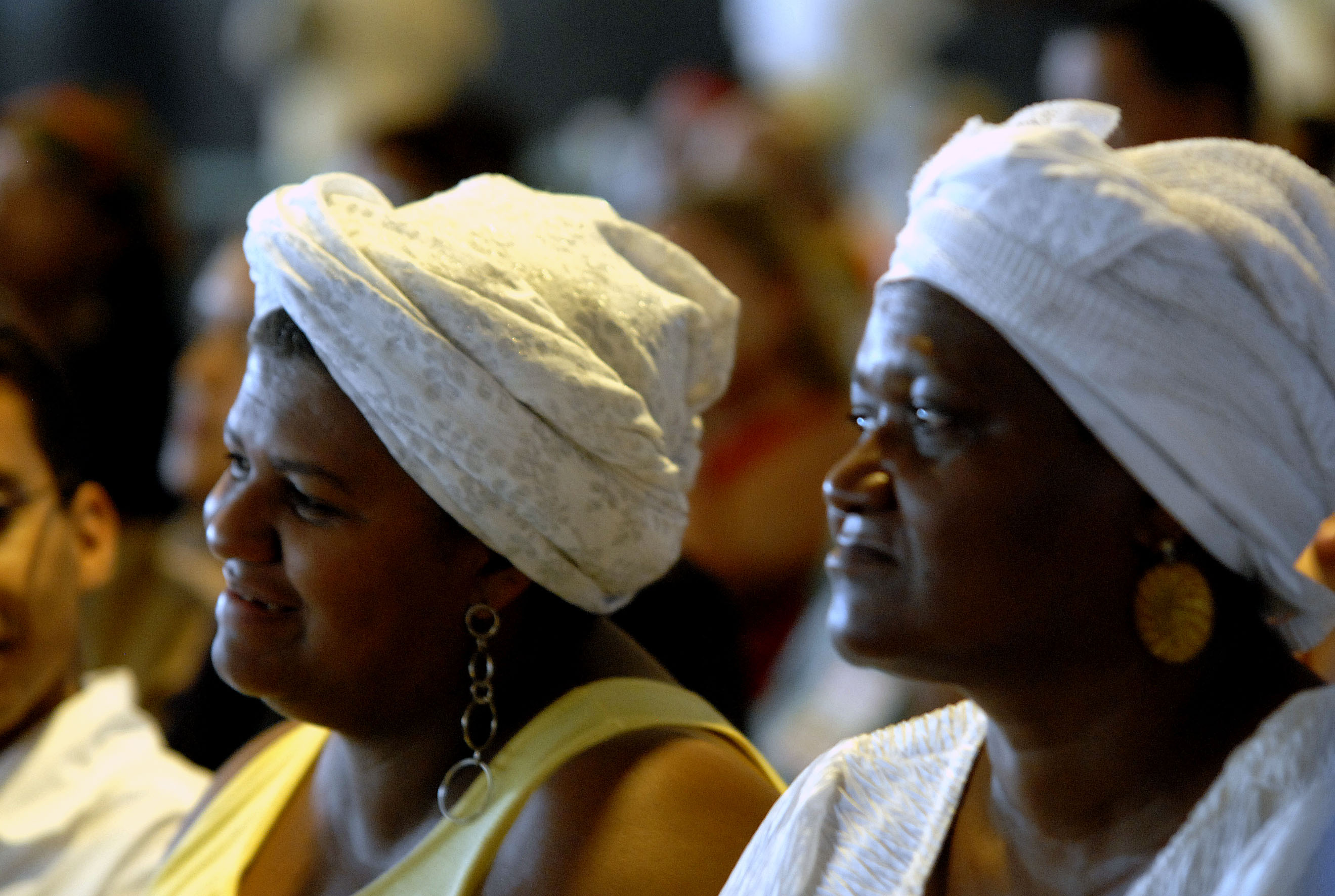
Dos quilombolas en el lanzamiento de la Agenda Social Quilombolas y el Plan Nacional para la Promoción de la Igualdad Racial, en el Palacio de Planalto, en la ciudad de Brasilia (capital de Brasil).

Un quilombo o también palenque, rochela o cumbe es un término usado en Iberoamérica para denominar a los lugares o concentraciones políticamente organizadas de esclavos cimarrones que se emancipaban de la esclavitud en lugares con fuente de agua y cuevas, con alcaldes que ejercían su autoridad en el interior de los mismos. En el caso de Brasil los quilombos contemporáneos se cuentan por miles y sus habitantes, los quilombolas, son reconocidos constitucionalmente desde los años 80. Desde entonces existe un proceso de restitución de las tierras despojadas e históricamente ocupadas por quilombos.

## Etimología
Quilombo proviene del kimbundu, una de las lenguas bantúes más habladas en Angola. En ese idioma, durante el siglo XVII, el kilombo era una asociación de hombres con ritual de iniciación, que pasaban así a un regimiento de guerreros.
En Argentina, Paraguay y Uruguay, el vocablo «quilombo» fue utilizado en el lunfardo desde el siglo XIX para referirse a los prostíbulos —que incluían prostitutas de remoto origen africano— para clientes de menor poder adquisitivo. Por esa razón, el significado trasmutó a gresca, y actualmente tanto a un desorden como a cualquier problema de difícil solución. La palabra es una expresión de desorden que sobrepasa lo aceptable.

## Historia
En 1502, llegaron los primeros esclavos de África a América. Fueron traídos para reemplazar la mano de obra autóctona remunerada (en gran medida indígena), la cual iba disminuyendo considerablemente en los virreinatos hispánicos debido a las enfermedades no autóctonas llegadas desde otros continentes. Desde ese momento y hasta comienzos del siglo XIX, unas 60 millones de personas fueron capturadas en sus tierras en la mayoría de casos por otros grupos africanos más belicosos, siendo luego vendidos principalmente a esclavistas portugueses quienes los revendían en territorios españoles.
La captura y trasporte solía realizarse de manera violenta, para ser utilizados como mano de obra esclava en América, llegando con vida sólo unos 12 millones.
Eran traídos en buques especiales, llamados «ataúdes» o «tumbeiros». Estos nombres eran expresión de las características de tales expediciones mercantilistas, porque llegaban vivos a América sólo la mitad de las personas que habían salido de África. Venían enmarrocados (amarrados), apiñados en las bodegas de los buques, sin las mínimas condiciones de higiene, sin la adecuada alimentación; en estas condiciones aquellas personas eran presa fácil de enfermedades y epidemias. 
En América, miles de esclavos eran vendidos a los hacendados y ciudadanos europeos en los llamados mercados de trata. Para este fin eran exhibidos encadenados apenas arribaban mientras eran denigrantemente subastados. Los precios variaban de acuerdo con el sexo, fortaleza, salud y edad. Una vez adquiridos, pasaban a ser patrimonio de su amo, quien disponía de su destino y de su vida. Tenían un valor en dinero y pertenecían a alguien y los alimentaban para utilizarlos en faenas y servicios que el amo creyera convenientes. Si este quería deshacerse del esclavo, lo ofrecía en el mercado de trata de esclavos, poniendo un sobreprecio, para recuperar su inversión y sacar algún beneficio.

### Condiciones de vida de los esclavos en América
Los esclavos vivían en las haciendas en barracas o barracones; en las ciudades, estas barracas estaban ubicadas en un rincón de los huertos o solares. Dichas barracas, como es de suponer, propendían al hacinamiento.
Las mujeres esclavas, en las haciendas y en los solares virreinales, fueron destinadas para labores domésticas. Sin embargo, muchas de ellas, en las haciendas, principalmente costeñas, hacían labores de campo como, por ejemplo, en los viñedos y algodonales, conocidas en este último caso, como «apañadoras». Los varones efectuaban el trabajo más pesado tanto en las zonas urbanas como en las haciendas, por ejemplo, limpieza de excusados, galpones, porquerizas, caballerizas, etc.
Los amos retribuían este servicio gratuito con la vivienda y la alimentación que les proporcionaban. Los esclavos no podían salir de la propiedad del patrón y carecían de libertad. Al esclavo que infringía alguna norma se le castigaba severamente, por lo que existieron varios sistemas de tortura. Sea cual fuere el castigo aplicado para el esclavo rebelde, se cuidaban de no desfigurarlo, dado que, de ser así, su precio de venta en el mercado disminuiría. Sin embargo, se tiene noticia de que al esclavo muy rebelde o cimarrón le cortaban las orejas, lo castraban e incluso le cortaban las manos.
En ciertas zonas como en el Río de la Plata, donde no existían plantaciones de labor intensa y eran mayormente lugares de pasaje hacia otras regiones, la escasa mano de obra esclava que permanecía solía emplearse para faenas domésticas, haciendo parte de los sirvientes, damas de compañía y cocineras o para fines comerciales como la distribución de agua, venta callejera y estiba, las peores condiciones de trabajo solían darse dentro de los barcos donde eran severamente destratados tal cual lo cuenta Joaquín Lencina y en los próstibulos.
Es por esta misma razón que gozaban relativas ventajas, se les otorgaba derecho a tiempo libre y celebraciones y se les permitía la compra de su libertad ya sea por medio de trabajo independiente o conchabaje en el ejército.

### Zonas liberadas
En todas las colonias americanas hubo zonas de huida y resistencia. En el Brasil y el Río de la Plata se llamaban «quilombos», mientras que en otras zonas del continente eran conocidos como «palenques». Otras denominaciones adoptadas por los esclavos rebeldes fueron mambices, cumbes y ladeiras.

#### Brasil
El refugio más famoso del colonialismo en Iberoamérica fue el Quilombo de los Palmares, en el Brasil (colonia portuguesa). Tenía una población de más o menos 15 000 esclavos rebeldes y se mantuvo durante casi todo el siglo XVII. Las tropas reales portuguesas usaron 6000 soldados y les costó dos años rendirla.
A partir de los años 1980 se inició un proceso de justicia histórica, siendo reconocidos y delimitados como quilombos los territorios históricos ocupados por las comunidades y sus habitantes como quilombolas. Se han contabilizado unas quince mil comunidades quilombolas dispersas en 16 estados del territorio brasileño.

#### Colombia
Los colonos españoles introducían en Suramérica a los esclavos negros raptados en el Golfo de Guinea por el valle del río Magdalena, que desemboca cerca de Cartagena de Indias, donde se desembarcaban los esclavos africanos. Algunos de estos africanos escapaban y fundaron pueblos propios o palenques en las ciénagas cercanas al Canal del Dique. Estos africanos eran una amenaza constante para los barcos cargados de esclavos que llegaban a Cartagena, ya que los asaltaban y liberaban a cuantos africanos podían. La Corona española, presionada por los gobernadores de Cartagena, firmó un Real Decreto en 1691, que confería libertad a los africanos del Palenque de San Basilio, cuyos habitantes se convirtieron en la primera comunidad africana libre de América, mucho antes que los de Haití o de otros lugares de América, y de que Colombia alcanzase la independencia de España en 1819.
El más famoso palenque de la actual Colombia fue el de San Basilio, cerca de Cartagena de Indias. Benkos Biohó, el rey de Arcabuco —también conocido como Domingo Biohó—, dio el primer grito de libertad en América. Otros palenques importantes fueron los de El Limón y Arenal en el norte de departamento de Bolívar; Betancur y Matubere, en el departamento del Atlántico; y los de Norosí y Cimarrón, en el Sur de Bolívar.

#### Ecuador
El grupo de africanos liderados por Alonso de Illescas y Francisco Arobe y sus descendientes establecieron el Reino de los Zambos de Esmeraldas, tras el naufragio de su barco procedente de Panamá en 1553 donde establecieron una política de compadrazgo y matrimonio con los indios y complejas relaciones de negociación con la Real Audiencia de Quito de la que tuvieron reconocimiento oficial y autonomía hasta mediados del siglo XVIII. 

#### Jamaica
En Jamaica, antes del establecimiento de la colonia británica de Jamaica (1655) ya había esclavos cimarrones, huidos de sus amos españoles, escondidos en las montañas. Durante la época inglesa y por el sistema de esclavitud en el caribe inglés se produjo una masiva importación de mano de obra esclava africana. En el siglo xvii, uno de sus líderes, el capitán Cudjoe, insistió en que todos sus seguidores hablaran inglés (sustituyendo su lenguas originales, como el akan, de Ghana). En el siglo XVIII los cimarrones jamaiquinos libraron las guerras cimarrones contra los ingleses. En la actualidad, más del 90% de los jamaiquinos son afrodescendientes.

#### México
Gaspar Yanga vino a ser el jefe de una banda de esclavos por libertad en un poblado veracruzano, alrededor de 1570. Escapándose a las montañas de difícil acceso, él y su gente construyeron la primera colonia libre de América la cual llamaron San Lorenzo de los Negros,

#### Panamá
En el Panamá virreinal, el cimarronaje de los esclavos negros empezó con las primeras dotaciones de esclavos en el istmo, en la década de 1520. Los negros sublevados no se escondían de las tropas españolas, pocas y mal armadas, sino que atacaban las caravanas que atravesaban el istmo e interferían con todo el tráfico comercial.
En 1548 tiene lugar una fuga de esclavos negros, los cuales organizaron un gobierno y reconocieron como rey a un esclavo llamado Bayano. De la misma manera, otro grupo en 1549, el cual era encabezado por Felipillo, se organizó en el Golfo de San Miguel.
Los grupos más conocidos se encontraban en la Costa Arriba de la actual Provincia de Colón, en Portobelo,  Nombre de Dios, Palenque y otros pueblos afropanameños al este del actual canal transístmico. Existen otros antiguos palenques en la Costa Abajo de Colón, al oeste del canal.
Para la época de fundación de Portobelo, la mayoría de los negros que transitaban Portobelo seguían otros rumbos. Sin embargo, el poblado tenía un número considerable de negros residentes, que trabajaban en el embarcadero y en las ferias. Como consecuencia de aquello, se fueron conformando barrios que constituían las negrerías y núcleos afrocoloniales, como el barrio de Guinea, que existe todavía, así como el barrio Malambo.
Otra población fue el pueblo llamado Palenque (a unos kilómetros de la actual aldea del mismo nombre), que era una comunidad cimarrona típica: tenía un centenar de negros prófugos, que vivían en chozas dispersadas por el bosque tropical.
Remanente de este fenómeno se tiene en la actualidad el dialecto «congo», que consiste en hablar como los negros bozales y hablar el castellano «al revés». Sin embargo, la existencia de procesos regulares de modificación morfosintáctica y fonológica, así como un léxico nuclear que no pertenece al español mundial, indican que una gran parte del lenguaje Congo es en efecto un código lingüístico coherente. Así mismo, el baile afrocolonial Congo, que consiste en una representación dramatizada de unos acontecimientos históricos, de naturaleza singular, o unos eventos prototípicos de la vida de los esclavos africanos en la época imperial. Estos acontecimientos incluyen la sublevación de negros esclavos, individualmente y en grupos, la crueldad de sus amos coloniales y la formación de sociedades cimarronas regidas por leyes de patrón africano.

#### Perú
A fines del siglo XVII y principios del XVIII, se formaron unas rancherías en los alrededores de la ciudad de Lima, como en Huachipa, Carabayllo, Monte Zambrano, etc. Fueron hechas por esclavos que, en busca de su libertad, habían preferido huir y rebelarse contra la administración española.
Estas rancherías se ubicaban, en lo posible, en las zonas menos transitadas, con bosques para ocultarse de sus posibles perseguidores.
Alrededor del año 1710, esas rancherías evolucionaron hasta convertirse en palenques.
A mediado del siglo XVI en el Perú se dio el levantamiento de Gonzalo Pizarro y los Encomenderos. En este contexto de crisis un grupo de 200 esclavos africanos se fugaron de la capital peruana. Los esclavos se asentaron en las afueras de la ciudad de Los Reyes (Lima).
Los cimarrones establecieron un palenque en Huaura y de entre ellos eligieron al de linaje más noble para hacerlo su Rey. Este monarca proclamó la libertad de los suyos y planeó la captura de Los Reyes para hacerse con el control del Virreinato del Perú.
El Capitán General de Los Reyes envió al capitán Juan de Barbarán y a 120 soldados para frustrar los planes de los cimarrones. Se produjeron algunos combates entre españoles y cimarrones a las afueras de la capital que culminaron con la muerte de todos los africanos. El Rey del Palenque de Huaura murió en el enfrentamiento, así como también el capitán Barbarán.

#### Venezuela
En Venezuela fueron famosos el rey Miguel de Buría y el zambo Andresote. Según Angelina Pollack-Eltz, existieron a partir del siglo XVI tres tipos de organizaciones de cimarrones o esclavos fugitivos, estas eran los cumbes, las rochelas y los palenques. Era penado establecer cualquier tipo de comunicación con los cimarrones. Las poblaciones más retiradas del dominio criollo o español se conocen como Cumbe en Río Chico (que tiene más de doscientos años de fundado), y Birongo en Barlovento. Otros cumbes fuertes se establecieron en los Valles del Tuy, igualmente en los llanos de Barcelona, y otros cerca de Curiepe. El primer palenque se registró en 1552 y se formó después de la rebelión dirigida por el Negro Miguel acompañado de indígenas.
A partir de 1813 en las poblaciones costeras comprendidas entre el estado Miranda y Vargas, los cimarrones alcanzaron un alto nivel de organización a tal punto que, al caer la Primera República venezolana, posterior a la declaración de independencia en 1811, las poblaciones emancipadas promovieron la capitulación en Caracas de los mantuanos insurgentes ante los peninsulares patriotas, lo cual, si bien no fue un aporte a la independencia total de Venezuela del Reino de España, significó una demostración de fuerza y de capacidad de organización para la lucha por la abolición de la esclavitud que escasos años después habría de darse. Las poblaciones más emblemáticas de estas organizaciones de afrodescendientes fueron Barlovento, Ocoyta y Guayabal.

#### Uruguay
En Montevideo y otras ciudades con marcada presencia de esclavos, tal como Colonia y Durazno, de mediados del S XVIII hasta mediados del SXIX, esclavos y libertos se reunían en las afueras de la ciudad, en Montevideo aquella zona de extramuros quedaba al pie de la muralla y dado que en tiempos de esclavitud, las condiciones de trabajo no eran demasiado arduas ni exigentes, siendo mayormente dedicadas al trabajo doméstico, estas reuniones eran frecuentes y permitidas.
Es por esta misma razón que los intentos de escapes y revueltas eran poco frecuentes, siendo permitidos además otros medios de ganarse la libertad, ya sea por medio de compra obtenida por trabajo independiente o por ser conchabado en el ejército como pago. En caso de que dichas fugas sucediesen, el negro fugitivo, al igual que el matrero y el gaucho, solía refugiarse en tolderías de indígenas en donde era acogido y ocasionalmente propiciaría malones o simplemente vagaría la campaña pasando a ser un integrante más del gauchaje.
En cuanto a los reuniones en extramuros, estos centros de reuníón se conocían como recintos o quilombos y en ellos se sucedían danzas y rituales de origen africano que se fueron mezclando e incorporando con la cultura local formando parte del mestizaje cultural y sincretismo religioso que dio origen al tango y el candombe y también derivó en el conjunto de creencias religiosas y sincréticas que  se conocen como quimbanda, umbanda y candomblé, y que tradicionalmente se englobaron dentro de la cultura popular bajo el nombre despectivo de macumba.
En Montevideo, estos quilombos sucedían en las afueras de la ciudadela, que luego de abolida la esclavitud irían a habitar los nuevos libertos, tal como su nombre libres pero sin medio de ganarse la vida. Esta zona que ocupaba parte de los  actuales centro y Barrio Sur y se lo conocía como «el bajo» y hospedaría más adelante al inmigrante y al depojado de la campaña. En tal marginalidad abundaban el vicio y la prostitución, y es probablemente por esto que la palabra «quilombo» tomó la acepción de nuestros días.

## Infraestructura
Un palenque tenía una fuente de agua, un pedazo de tierra para cultivo, un almacén subterráneo y una pequeña cantidad indispensable de palas y hachas. Se conoce como palenque también al local destinado a realizar peleas de gallos

## Organización
En los palenques, los negros cimarrones mantenían una vida comunitaria, caracterizada por la igualdad entre todos sus integrantes, tanto para el trabajo como para el reparto del alimento y el comportamiento social y moral.
Para su defensa, en algunos palenques se habían construido fuertes. Estaban hechos de palizadas, en el punto más alto de su temporal albergue. Tenían como únicas armas, espadas, cuchillos y otras armas blancas. Nunca poseyeron armas de fuego. En otros casos completaban su defensa acopiando piedras. Hacían ejercicios de corte militar, utilizando la táctica de las guerrillas.
En el caso de los cimarrones nacidos en América de padres africanos, o también los zambos, no poseían rey. Sus jefes se hacían llamar coroneles o capitanes, por cuanto estos no procedían directamente del África.

## Economía
Tenían cierta independencia, aunque mantenían relaciones económicas más o menos normales con las ciudades y haciendas vecinas. En sus áreas de cultivo, sembraban maíz y zapallo, se abastecían de carne cazando venados y pájaros y obtenían algún dinero vendiendo sombreros y canastas.

## Nota
1. ↑  Originalmente, «palenque» es el terreno cercado por una estacada para celebrar algún acto solemne.[1] Su traducción al inglés es palisade o paling;
al francés, es palissade o barrière;
al alemán, Einzäunung, Schranke;
al sueco es pålning, inhängnad y,
en italiano, es steccato (‘recinto’) y su sinónimo, según el mismo diccionario, es «liza».